# 大峪镇 (汝州市)
大峪乡，是中华人民共和国河南省平顶山市汝州市下辖的一个乡镇级行政单位。

## 行政区划
大峪乡下辖以下地区：
大峪村、赵楼村、下焦村、邢窑村、田窑村、刘窑村、大泉村、后坡村、杨窑村、龙王村、班庄村、黄窑村、棉花村、王台村、同丰村、雷泉村、高岭村、刘河村、玉皇村、十岭村、寨湾村、西范庄村、袁窑村和青山后村。